# Fakhra Younus
Fakhra Younus (en urdu; فاخرہ یو) (Pakistán, 1979 - Roma, 17 de marzo de 2012) fue una mujer paquistaní que fue víctima de un ataque con ácido que le hirió gravemente la cara. Se sometió a 39 cirugías durante un período de 10 años. Se suicidó en Roma (Italia) a los 33 años de edad.

## Biografía
Younus era una joven bailarina en un barrio rojo en Pakistán, cuando conoció a su futuro esposo, Bilal Khar, el hijo de Ghulam Mustafa Khar, exgobernador y ministro principal de la provincia de Punyab. Estuvieron casados durante tres años, y Younus finalmente lo abandonó después de que ella afirmara haber sufrido abusos físicos y verbales por su parte. Afirmó además que él la visitó más tarde en mayo de 2000 y le echó ácido, en presencia de su hijo de 5 años de otro hombre.
Khar afirmó que el atacante era otra persona con su nombre. Fue absuelto de todos los cargos del incidente. Younus fue enviada a Roma (Italia) para ser tratada por Tehmina Durrani, la madrastra de Khar. Inicialmente se le negó una visa, pero bajo presión pública, se le permitió irse a Italia. Durrani contrató a la firma de cosméticos italiana Saint Angelic y al gobierno italiano para tratarla. Smile Again, una ONG italiana dirigida por Clarice Felli entró en Pakistán para ayudar en el cuidado de mujeres mutiladas.
Younus se suicidó saltando desde el sexto piso de un edificio en Roma. Su cuerpo fue devuelto a Pakistán por Durrani y fue envuelto en una bandera italiana y paquistaní. La oración fúnebre de Younus se llevó a cabo en la casa de Edhi en Kharadar. Fue enterrada en Karachi.

## Legado
Su ataque, juicio y suicidio recibieron atención internacional y destacaron la difícil situación de las víctimas de los ataques con ácido en Pakistán. Hubo 1 375 ataques con ácido en el país entre 2007 y 2016. Apareció en el documental aclamado por la crítica, Salvar la cara (2012), que recibió el premio Oscar al Mejor cortometraje documental apenas un mes antes de su suicidio. Como resultado de la conciencia que ayudó a crear, los ataques con ácido disminuyeron paulatinamente.
En 2016 y 2017, hubo un total de 71 víctimas de ataques con ácido, mientras que entre 2018 y 2019, hubo 62 casos relacionados. Además, en el país se introdujeron protecciones para las mujeres, incluido el último proyecto de ley sobre delitos contra el ácido y quemaduras (2017), que ofrecía tratamiento médico y rehabilitación gratuitos para las víctimas de quemaduras por ácido, que a menudo enfrentan discapacidades físicas y psicológicas de por vida. La película en la que Younus participó ayudó directamente a que el parlamento presentara y aprobara dicha legislación.